# Tlamimil
Tlamimil är en ort i Mexiko.   Den ligger i kommunen Xilitla och delstaten San Luis Potosí, i den centrala delen av landet, 220 km norr om huvudstaden Mexico City. Tlamimil ligger 700 meter över havet och antalet invånare är 199.
Terrängen runt Tlamimil är kuperad åt nordost, men åt sydväst är den bergig. Terrängen runt Tlamimil sluttar österut. Runt Tlamimil är det ganska tätbefolkat, med 90 invånare per kvadratkilometer. Närmaste större samhälle är Villa Terrazas, 9,7 km öster om Tlamimil. I omgivningarna runt Tlamimil växer i huvudsak städsegrön lövskog.